# Ducie
Ducie (nome nativo Fenua-manu) è un piccolo atollo corallino facente parte delle isole Pitcairn.

## Geografia
Si tratta di un tipico atollo corallino del Pacifico, con un motu principale, l'isola Acadia, che ha le dimensioni di 100 m di larghezza e 3 km di lunghezza, e si estende tutto attorno alla laguna. La vegetazione è costituita unicamente da un paio di specie di arbusti. La fauna è costituita da ratti polinesiani, lucertole e un certo numero di uccelli marini.

## Storia
L'atollo fu scoperto dal navigatore portoghese Pedro Fernandes de Queirós, che la battezzò Encarnacion. Fu ribattezzato Ducie nel 1791 da Edward Edwards, capitano del Pandora, durante la sua caccia agli ammutinati del Bounty, in onore del suo finanziatore, Lord Ducie. Nel 1881 la nave inglese Acadia (che diede il nome all'isola principale dell'atollo), fece naufragio al largo dell'atollo. L'equipaggio riuscì, dopo 13 giorni di viaggio in mare a bordo di una scialuppa, a raggiungere Pitcairn. Due dei marinai naufraghi sposarono due donne di Adamstown, tanto che, fino a poco tempo fa il cognome Coffin (da quello del naufrago dell’Acadia Phillip Coffin) era molto diffuso su Pitcairn. Il luogo di approdo a Ducie è ora contrassegnato da un monumento che ricorda il ritrovamento dell'ancora dell’Acadia, ritrovata nel 1990. La nave giace invece a circa 10 m di profondità, di fronte alla laguna col monumento.